# Brünststraße
Die Brünststraße ist ein nicht ganz 5 km langer Höhenweg in den Limpurger Bergen nördlich von Sulzbach am Kocher im nordwestlichen Baden-Württemberg.
Die Brünststraße verläuft zumeist auf dem flachen und ganz bewaldeten Bergrücken zwischen den Tälern des Irsbachs im Osten und des ihn aufnehmenden Eisbachs im Westen im südwestlichen Teil der Limpurger Berge, an deren Wasserscheide sie sich recht genau hält.
Die Waldstraße liegt auf den 3,6 km von ihrem Anfang im Norden von Sulzbach bis fast zur Aigeltinger Linde auf Gemeindegebiet von Sulzbach-Laufen, auf dem restlichen Kilometer auf dem von Obersontheim. Zwischen dem langen ersten Abschnitt von ihr und der Talstraße längs des Eisbaches im Westen erstreckt sich, auf Sulzbacher Gemarkung, das ausgedehnte Waldgewann Obersontheimer Brünst über dessen linksseitige Klingen hinweg und seinen linken Hang hinab bis zum Eisbach.

## Verlauf
Die Brünststraße beginnt am Nordrand von Sulzbach am Kocher als rechte Abzweigung von der nordwestlich im Tal des Eisbachs verlaufenden Eisbachstraße auf etwa 355 m ü. NHN. Auf ihren ersten 0,8 km steigt sie den bis in halber Höhe offenen Hang des Bergrückens zwischen den Tälern des Eisbachs und des wenig südlich von hier in ihn mündenden Irsbach von der Eisbachseite her an und setzt dann den restlichen Anstieg im Wald fort. Fast schon oben auf der Hochebene zwischen den Tälern zweigt rechts die Zubringerstraße zum Sulzbacher Hof Brünst ab, der auf deren Südsporn über den zusammenlaufenden Tälern thront. Nach dem Anstieg verläuft die Brünststraße, immer noch öffentliche Fahrstraße, aber inzwischen nicht mehr asphaltiert und staubig, bis zu ihrem Ende in unmerklicher Steigung von etwa 30 m auf 3 km Strecke nach Nordwest bis Nord. Nach insgesamt etwa 2,5 km liegt am westlichen Straßenrand die Brünsthütte mit einem wassergefüllten Tümpel, der die einstige Nutzung der Stelle als Kohlplatz anzeigt. Nach fast vier Kilometern passiert die Straße an einem querenden Forstweg, auf dem ein Wanderweg läuft, die Aigeltinger Linde. Nach insgesamt 4,6 km mündet sie schließlich, zuletzt wieder asphaltiert, in nördlicher Richtung auf etwa 509 m ü. NHN in die hier von Nordwest nach Südost ziehenden Kohlenstraße.
Jenseits dieser setzt sich die Trasse der Brünststraße fort als eine nunmehr durchweg asphaltierte öffentliche Waldstraße, die nach dem Abstieg von der Höhe der Limpurger Berge etwa 2,2 km weiter den Obersontheimer Weiler Engelhofen erreicht.

## Landschaft und Aussicht
Ab dem halben Steigenanstieg bei Sulzbach verläuft die Brünststraße durchweg in flachem Forst, meistens ist es Mischwald. Vom Hof Brünst wenig östlich nach dem anfänglichen Anstieg bietet sich eine gute Aussicht über die Tallandschaft zu dessen Füssen.